# Astacoides
Astacoides là một chi tôm đặc hữu của Madagascar.
Các mẫu vật đầu tiên được đưa đến châu Âu vào năm 1839, và bảy loài đã được công nhận, hầu hết trong số đó là nằm trong Sách đỏ IUCN. Chúng là các loài lớn và phát triển chậm, và đang bị đe dọa do mất môi trường sống, khai thác quá mức của người dân địa phương và lây lan của loài du nhập không phải bản địa là tôm càng cẩm thạch (Procambarus fallax f. virginalis). Chúng chỉ được tìm thấy trong một phần tương đối nhỏ của hòn đảo, chủ yếu là ở các khu vực vùng cao không bị xáo trộn. Chúng thuộc về họ có phân bố Gondwana là Parastacidae, nhưng các loài có quan hệ họ hàng gần nhất của chúng sing sống ở Úc, và không có loài tôm bản địa ở lục địa châu Phi hay Ấn Độ.

## Các loài
- Astacoides betsileoensis Petit, 1923 – [1]
- Astacoides caldwelli (Bate, 1865) – [2]
- Astacoides crosnieri Hobbs, 1987 – [3]
- Astacoides granulimanus Monod & Petit, 1929 – [4]
- Astacoides hobbsi Boyko, 2005 – [5]
- Astacoides madagascarensis (H. Milne-Edwards & Audouin, 1839) – [6]
- Astacoides petiti Hobbs, 1987 – [7]